# Nike奧勒岡計畫
Nike奧勒岡計畫（英語：Nike Oregon Project）是Nike在2001年以美国俄勒冈州比弗頓為基地建立的菁英长跑运动员培訓團隊。由於總教練艾柏特·薩拉札遭控不當對待選手及使用禁藥，被国际体育仲裁法庭判處禁賽四年，Nike在2019年10月10日宣布終止奧勒岡計畫並解散團隊。

## 計畫成員

### 教練團
- 總教練：艾柏特·薩拉札（英语：Alberto Salazar）
- 助理教練：彼得·朱利安（英语：Pete Julian）
- 醫師：達倫·崔許（英语：Darren Treasure）
- 物理治療師：大衛·麥肯亨瑞（David McHenry）

### 選手
- 蓋倫·魯普
- 喬丹·荷希（英语：Jordan Hasay）
- 香农·罗伯里
- 大迫傑
- 克雷格·英格斯（英语：Craig Engels）
- 克萊頓·墨菲
- 艾瑞克·詹金斯（英语：Eric Jenkins）
- 西凡·哈桑
- 約米夫·卡加爾查
- 多納文·布萊澤爾
- 康斯坦策·克洛斯特哈爾芬
- 杰茜卡·赫尔[4]
- 馬庫斯·戈爾格夫（Markus Goergef）
- 佛洛里安·高希奧（Florian Gossiaux）
- 伊利亞斯·施雷姆（Elias Schreml）
- 班傑明·李伊（Benjamin Lee）

## 已退出選手
- 莫·法拉
- 卡梅隆·萊文斯（英语：Cameron Levins）
- 多麗安·烏雷（英语：Dorian Ulrey）
- 塔拉·威靈（英语：Tara Welling）
- 盧克·普斯克德拉（英语：Luke Puskedra）
- 德森·雷森海因（英语：Dathan Ritzenhein）
- 瑪麗·肯恩（英语：Mary Cain (athlete)）
- 忒妮爾·摩瑟（英语：Treniere Moser）
- 卡拉·古謝兒（英语：Kara Goucher）
- 亞當·古謝兒（英语：Adam Goucher）
- 馬修·森特羅維茲

## 計畫終止
2019年10月10日，Nike宣布將終止奧勒岡計畫，執行長馬克·帕克表示，計畫總教練艾柏特·薩拉札強迫選手瘦身，要求使用停經藥和利尿劑的行為，甚至對其言語羞辱，造成了他們無法專心在訓練以及達成比賽目標；目前仍在計畫中的選手將協助安排其他訓練計畫。